# 南东村
南东村，是中华人民共和国山西省晋中市寿阳县西洛镇下辖的一个村。
2016年12月9日，南东村公布为第四批中国传统村落。
2019年1月21日，南东村公布为第七批中国历史文化名村。